# Salon international de l'alimentation
Pour les articles homonymes, voir Sial.
 (mai 2019).
 (février 2022)).
 (mai 2019).
Le SIAL (Salon International de l’Alimentation) est une plateforme mondiale d’événements B2B consacrés à l'industrie agroalimentaire, qui vise à accompagner le secteur agroalimentaire dans la mondialisation de l'alimentation et dans le développement d'ancrages locaux.
C’est en 1964 qu’est créé le SIAL, à Paris. Au tournant du millénaire, le SIAL entame son internationalisation. Aujourd’hui constitué de 8 salons professionnels — à Paris, Montréal/Toronto, Shanghai, Jakarta, Abu Dhabi, et New Delhi —, il revendique une communauté de plus de 650 000 acheteurs et 15 000 entreprises venant de plus d’une centaine de pays.[réf. souhaitée]

## Historique

### Aux origines du SIAL
Le SIAL est créé à Paris en 1964 à l’initiative de plusieurs organisations professionnelles, dont la CGAD (Confédération Générale de l'Alimentation en Détail), et sous l'impulsion des pouvoirs publics (Ministère de l’Agriculture et de l'Alimentation, Chambre de Commerce et d'Industrie de Paris).
Lors de sa première édition, vingt-six pays participent au SIAL[réf. souhaitée], qui se tient au CNIT de La Défense dans le cadre de la Semaine internationale de l’alimentation. Le salon est alors ouvert aux professionnels mais aussi au grand public qui a la possibilité d’acheter les produits alimentaires présentés.
Événement biennal, le salon se déroule de 1966 à 1984 au parc des expositions de la Porte de Versailles, puis au parc des expositions de Paris-Nord Villepinte à partir de 1986.

### Création d’événements et de concours
En 1996, SIAL Paris crée SIAL Innovation, un concours et espace d’exposition, révélant les produits alimentaires les plus innovants présentés par les exposants du SIAL. Depuis cette première, le concours attire de plus en plus de candidats (2 355 lors de SIAL Paris 2018). À chaque édition, trois grands-prix sont décernés par un jury composé d’experts de l’alimentation.
Quelques années plus tard, SIAL Paris crée La Cuisine, programme d’animations culinaires, basées sur des cours de cuisine, des démonstrations. La Cuisine propose également des plats à emporter concoctés par des chefs de renom, célébrés par les grands guides gastronomiques internationaux, comme le Guide Michelin. [réf. souhaitée]
En 2018, SIAL Paris crée Future Lab, un événement chargé de dévoiler les tendances alimentaires du futur. Cet espace prospectif est composé d’un tunnel expérientiel, d’un espace « start-up en devenir » et de concepts de réalité virtuelle.

### Internationalisation de l'alimentation

#### Création du réseau SIAL
Ambitionnant d'accompagner les entreprises et artisans du secteur de l’agroalimentaire dans leur développement local et international, le SIAL s'est constitué en réseau, ouvrant successivement plusieurs salons professionnels dans le monde.
Créé en 1999 à Singapour, le salon annuel SIAL China se déroule à Shanghai depuis l’an 2000.
Fondé en 2001, SIAL Canada, est un salon annuel qui se déroule à Montréal les années paires, et à Toronto les années impaires.
SIAL Middle East, salon annuel, est ainsi créé en 2010 et se déroule à Abu Dhabi.
Dans la zone ASEAN, SIAL Interfood a vu le jour à Jakarta en 2015.
Entre 2014 et 2018, le réseau a également lancé SIAL Manille, et SIAL Brésil entre 2012 et 2014.
En 2018, le réseau SIAL lance Food India inspired by SIAL qui devient SIAL India en 2019, qui se tient à New Delhi.
En 2009, le SIAL crée un autre salon à Paris, Gourmet Sélection, consacré à l’épicerie fine, et organisé chaque année au parc des expositions de la porte de Versailles.

## « Labo » de l'innovation alimentaire

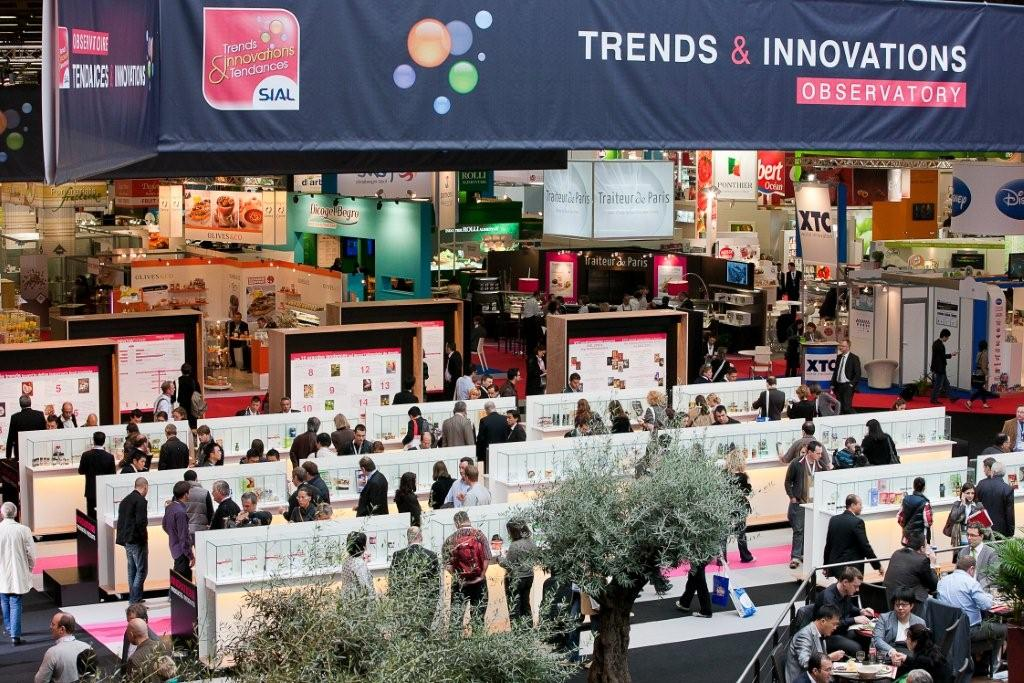
Secteur des innovations au SIAL Paris 2010

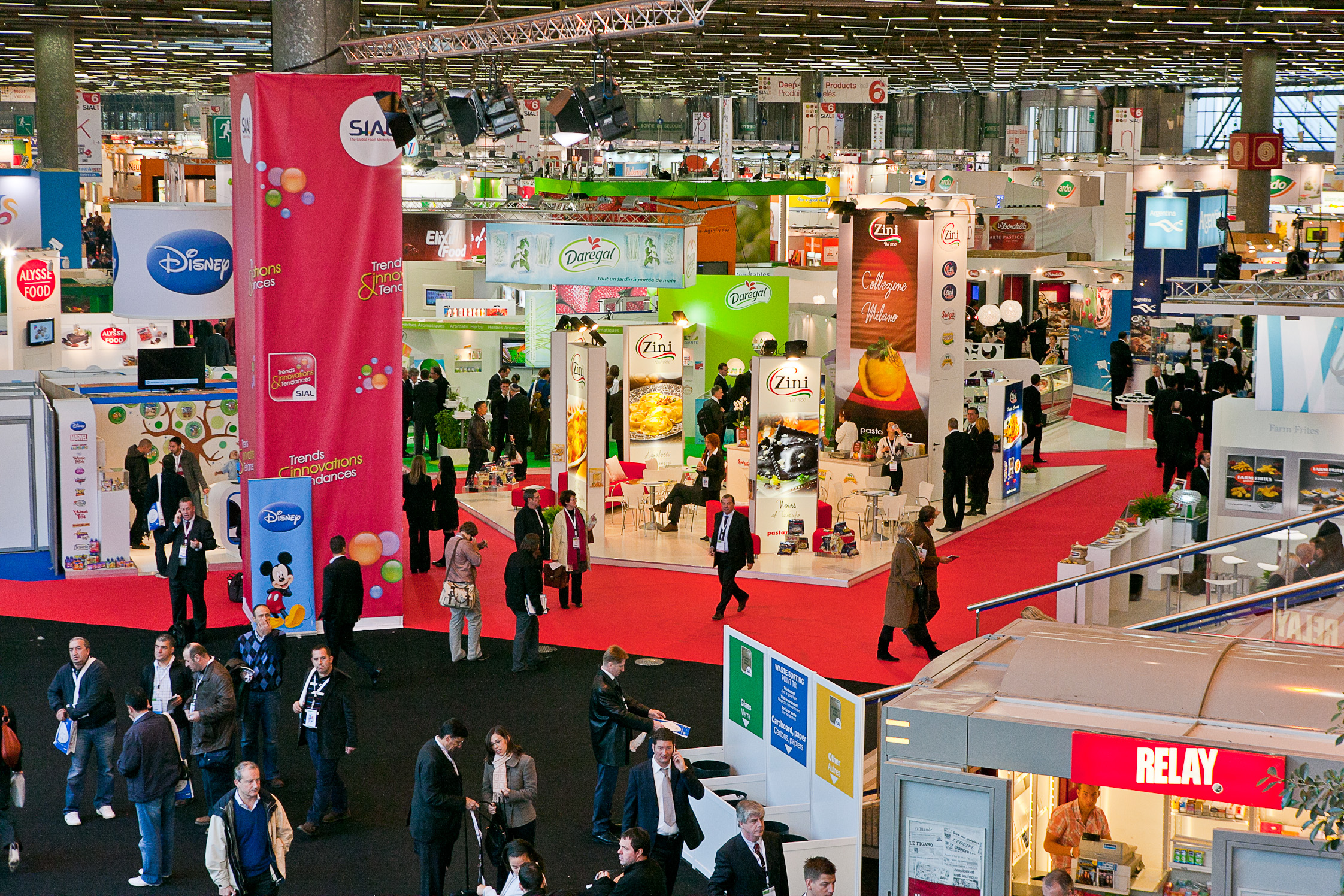
Vue sur les exposants et les visiteurs du SIAL Paris 2011

### Contexte mondial
Le secteur de l’agroalimentaire représente au niveau mondial un poids économique, social et environnemental important avec un chiffre d’affaires de l’ordre de 15 trillions de dollars, soit un dixième du PIB et de la consommation mondiale. 
Ce secteur est également l’un de ceux qui compte le plus de start-ups — entre 500 et 1 000 rien qu’en France —, notamment dans la FoodTech (qui fait appel aux nouvelles technologies dans différents domaines : de la production à la vente, en passant par la restauration),.

### Source d'inspiration pour les professionnels
Le SIAL réalise depuis 2012 une étude biennale sur les tendances de consommation et de l’offre alimentaire, ainsi que sur les tendances en restauration hors domicile, dans le monde ; cette étude, dénommée FOOD 360,, est actualisée à chaque édition et réalisée en partenariat avec KANTAR TNS, XTC World Innovation et Gira Conseil. Les résultats qui s'en dégagent visent à aider les professionnels de l’agroalimentaire dans leurs décisions d’investissement, et leurs orientations en matière d’innovation alimentaire.[réf. nécessaire]
En 2016, le SIAL crée un laboratoire d'idées consacré au secteur de l’alimentation, qui rassemble des experts du monde entier (partenaires du réseau SIAL à l’international, experts de l'alimentation, ainsi que des professionnels de l’agroalimentaire). Ces échanges sont régulièrement restitués et partagés via l’édition de livres blancs, pour permettre aux partenaires du SIAL de mieux appréhender et comprendre les dynamiques du marché agroalimentaire mondial.[réf. nécessaire]